# Звенигородський замок
Звенигоро́дський за́мок — фортеця, збудована в місті Звенигородка Черкаської області.

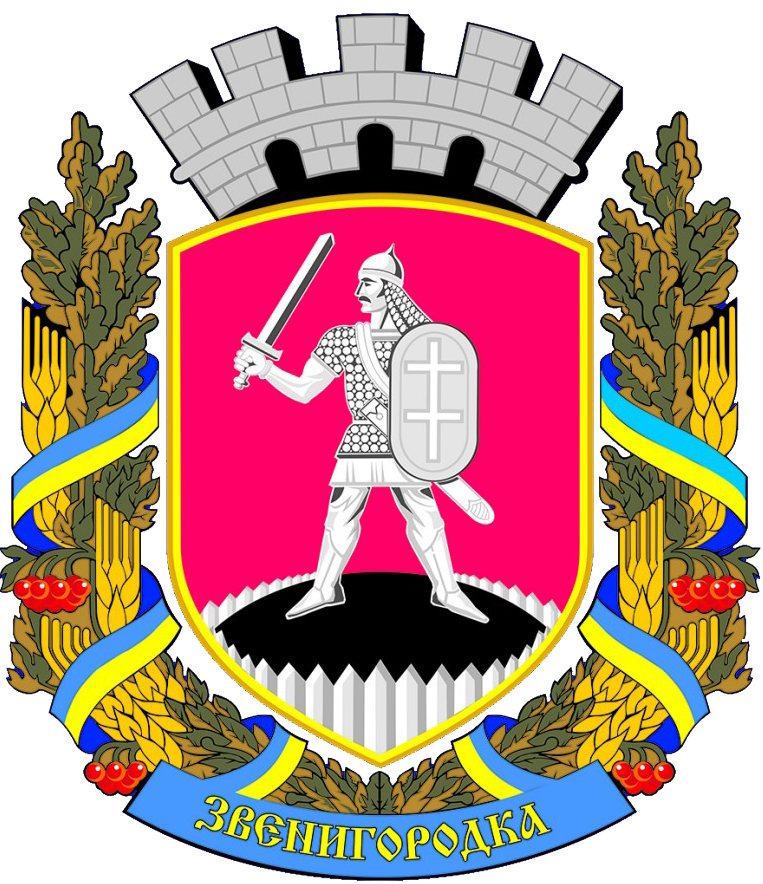
Герб міста. Зверху зображено кам'яну стіну, що вказує на існування замку.

Перша згадка про замок відноситься до 1394 року, коли великий литовський князь Вітовт назначив удільним князем Київщини Скиргайла. Тоді він слугував як фортеця на межі з диким степом, мав сторожовий пункт із дзвоном, що бив на сполох (звідси походить і сама назва міста). 1506 року хан Менглі-Гірей віддав великому князю литовському Сигізмунду Звенигород та замок. Оскільки фортеця знаходилась на шляху із Брацлава у Київ, вона зазнавала частих нападів татар, які і зруйнували його. 1545 року, на прохання брацлавських міщан, замок був відбудований, а в кінці XVI століття біля нього знову виросло місто.
Після захоплення Правобережжя Польщею У 1596 році посилюється соціально-економічний гніт населення. Під час визвольної війни 1648—1654 років під проводом Богдана Хмельницького замок повстав і був звільнений від польської шляхти. До 1667 року він входив до складу Корсунського полку. За Андрусівським договором 1667 року Правобережжя залишилосЯ у складі Польщі. Протягом XVIII століття тут пройшло багато повстань проти польської шляхти. В районі замку діяв гайдамацький загін на чолі з козаком Гнатом Голим. Для захисту від гайдамаків польський уряд почав укріплювати Звенигородський замок. Він був обнесений дубовим частоколом, побудовані нові башти та казарми для охорони.